# Красочный
Кра́сочный — посёлок в Ипатовском районе (городском округе) Ставропольского края России.

## География
Посёлок Красочный расположен в засушливой северо-восточной части Ставропольского края. Земельный массив — равнинная степь, слегка наклонённая в северо-восточном направлении. Северная часть территории Красочного сельсовета прорезана долиной речки Кевсала. Данная территория расположена в переходной зоне от Южно-Русской степи и Арало-каспийской низменности. Имеются два типа почв — степные (тёмно-каштановые), близкие к чернозёмам и пустынно-степные (каштановые, немалое место занимает и солонцовый тип почв. (Лысенко П. П. Прошлое, настоящее и будущее госплемовцезавода «Ипатовский» Ипатовского района, Ставропольского края.; 1982 г.)[страница не указана 2945 дней]
Расстояние до краевого центра: 140 км.
Расстояние до районного центра: 36 км.

## История
12 мая 1932 в соответствии с постановлением Коллегии НКЗ СССР от 8.04.1932 года (протокол № 23) «О разукрупнении совхозов» образовался совхоз № 22 на базе двух хуторов № 5 и Кизляровки, принадлежавших совхозу № 12.
С 20 июля 1932 года совхоз № 22 назвался «Овцесовхозом № 22 им. Яковлева».
С 1936 года он стал называться овцесовхоз «Ипатовский».
Указом Президиума Верховного Совета РСФСР от 21 сентября 1964 года посёлок Центральная усадьба совхоза «Ипатовский» переименован в Красочный.
В 1972 году решением Ипатовского райисполкома были даны названия всем отделениям и центральной усадьбе. Так появились названия Новокрасочный, Горлинка, Малоипатовский.
Руководители, возглавлявшие хозяйство
- Трибис И. К. (1932—1934) ― первый директор
- Алёхин (1934—1937). Репрессирован в 1938 году и расстрелян как враг народа. В 1990 году реабилитирован
- Стативкин (1937—1939)
- Поболь (1939—1940)
- Иваницкий В. Г. (1941—1944)
- Бабышев М. С. (1944—1955)
- Гуль М. И. (1955—1956)
- Закора Николай Пименович (1956—1972)
- Иващенко Иван Иванович (1972—1987)
- Вильгоцкий Николай Тимофеевич (1987—1988)
- Пушкарный Дмитрий Фёдорович (1988—1997)
- Кисляк Анатолий Семёнович (1997—2004)
- Кущенко Василий Петрович (2004—2005)
- Дьяченко Михаил Павлович (2005—2006)
- Гринько Таисия Александровна (2006—2011)
- Надуев Тайбулат Турпалыевич (с 2011 года по настоящее время)

Руководители сельского совета
- Иосиф Максимович Рыбалко — председатель исполкома с 1945 по 1958 годы.
- Александра Николаевна Кудимова — председатель исполкома с 1958 по 1971 годы.
- Рыбалко Раиса Антоновна — председатель исполкома с июля 1971 по февраль 1986 года.
- Траутвайн Геннадий Егорович — председатель исполкома с 1986 по 1990 год.
- Клименко Галина Дмитриевна — председатель исполкома с 30 марта 1990 по 5 мая 1991 года.
- Тембай Ирина Борисовна — председатель исполкома с 5 мая 1991 по 12 февраля 1992 года.
- Гончарова Галина Ивановна — глава администрации сельсовета с 12 декабря 1991 по 4 декабря 2005 года.
- Остроушко Галина Ивановна — глава администрации сельсовета с 4 декабря 2005 по 13 марта 2011 года.
- Тембай Владимир Алексеевич — глава администрации сельсовета с 13 марта 2011 года и по настоящее время.

До 1 мая 2017 года посёлок являлся административным центром сельского поселения Красочный сельсовет.

## Население
| 1989 | 2002  | 2010  | 2014  | 2021  | 2023  |
| ---- | ----- | ----- | ----- | ----- | ----- |
| 1628 | ↗1970 | ↘1754 | ↘1700 | ↘1513 | ↘1449 |

По данным переписи 2002 года, 91 % населения — русские.

## Инфраструктура
- Социально-культурное объединение: Дом культуры на 600 мест (сдан в эксплуатацию в октябре 1981 года) и 3 сельских клуба.
- Стадион и спортивный зал при доме культуры.
- Участковая больница (1964 года) и 3 фельдшерско-акушерских пункта.
- Отделение Сбербанка.
- Дом-интернат для престарелых и инвалидов «Красочный». Строительство начато в 1993 году. Открыт 17 апреля 2001 года.
- Централизованное водоснабжение с 1957 года.
- Централизованное газоснабжение с 1964 года.
- Кладбище посёлка Красочный (общественное открытое) площадью 33 118 м²[12].

## Образование
- Детский сад № 23 «Улыбка» на 140 детей. Построен в 1970 году.
- Средняя общеобразовательная школа № 5. Строительство здания «старой» школы было закончено к 1 сентября 1957 года. В 1971 году построено здание школы-интерната на 240 мест.
- Музыкальная школа. Открыта в 1988 году.

## Экономика
- Племенной завод имени Героя Социалистического Труда В. В. Калягина[13][14]. Открыт 3 июня 2005 года[15]

## Овцеводство
История посёлка неразрывно связана с овцеводством. Он родился и развивался все эти годы, начиная с 1932 года только по причине бурного развития этой отрасли, проводимой селекционной работой по созданию и совершенствованию Кавказской породы овец.
Совхоз «Ипатовский» был организован в 1932 году при разукрупнении совхоза № 12 «Большевик» бывшего Дмитриевского района. Оба хозяйства получили при разделе примерно равную территорию и равные по количеству овец стада, но в совхоз «Ипатовский», который в те годы именовался также № 22, было передано несколько отар маток 1 класса, а элитное поголовье осталось в племенном заводе «Большевик». Всего вновь образованному хозяйству было передано 30408 голов овец. т.ч. 11273 овцематок.
Шерстная продуктивность стада в период организации хозяйства:
| Наименование группы животных    | Настриг шерсти с 1 головы в 1933 году (кг) |
| ------------------------------- | ------------------------------------------ |
| Бараны взрослые                 | 6,58                                       |
| Бараны 1 года                   | 3,9                                        |
| Овцематки                       | 4,5                                        |
| Ярки 1 года                     | 3,8                                        |
| Валухи                          | 6,39                                       |
| Средний настриг шерсти по стаду | 4,45                                       |

Стадо совхоза «Большевик» первоначально было укомплектовано в 1921—1922 годах мериносовыми овцами, принадлежавшими местным кулакам и помещикам. В породном отношении овцы представляли новокавказских и мазаевских мериносов, разных по своему качеству и продуктивности. Бараны-производители имели живой вес 64―74 кг, матки 35―40 кг.
Овцы в массе имели длинную, крепкую, хорошо уравненную тонкую шерсть 64―70 качества, но редкую и очень жиропотную с выходом чистого волокна 1,5―1,6 кг. В экстерьере овец наблюдались недостатки: узкая грудь, острая холка, отвислый крестец, сближенность ног в скакательных суставах.
Работа по созданию Кавказской породы овец характеризуется тремя периодами.
В первый период (с 1921 по 1926 годы) проводились размножение и улучшение «в себе» мериносовых овец новокавказского типа. В 1926 году стадо тонкорунных овец совхоза по продуктивности занимало первое место среди других совхозов, разводивших мериносовых овец этого типа.
Во второй период (с 1926 по 1930 годы) в совхозе использовались бараны американский рамбулье, завезённые из США. «Прилитием крови» американских рамбулье ставилась задача улучшить экстерьер местных мериносов, повысить их живой вес, густоту шерсти и оброслость брюха при сохранении хороших шерстных качеств новокавказских мериносов.
В третий период (1931—1936 годы) проводилось завершение работы над созданием Кавказской породы, которая осуществлялась в совхозе «Большевик» под руководством Филянского Константина Дмитриевича и Терновенко Надежды М. По тем же методам шла работа и в совхозе «Ипатовский». Этот период является наиболее значительным. Он характеризуется применением более совершенных методов отбора и подбора животных, улучшением условий их содержания и повышения общей культуры ведения овцеводства в хозяйстве. В 1936 году решением секции животноводства ВАСХНИЛ и приказом НКЗ СССР к Кавказской породе отнесены стадо овец совхоза «Большевик», а в 1940 году — стадо совхоза «Ипатовский».
В послевоенный период (1943—1952 годов) племенная работа в стаде проводилась под руководством зоотехника-селекционера Племовцеглавка Министерства сельского хозяйства СССР С. Ф. Пастухова.
В 80-е годы стали использовать известных в мире австралийских мериносов. В итоге в 1990 году был признан новый тип кавказской породы — южно-кавказский меринос. Шерсть этих животных отличалась высоким качеством, имела умеренный белый жиропот, матки в среднем весили 60―70 килограммов, бараны — 130, но достигали и 180-ти.
В 2005—2011 годы поголовье овец в ФГУП «Племенной завод Большевик» полностью ликвидировано, а ЗАО «Племенной завод имени Героя Социалистического Труда В. В. Калягина» (до 2005 года ФГУП «Племенной завод имени 60-летия СССР») резко сокращено до 1500 голов.
По словам главного зоотехника сельхозпредприятия А. С. Мандрыкина: «На сегодня оставшиеся животные кавказской породы, а это около полутора тысяч маточного и ярочного поголовья, просмотрены, намечены планы формировки отар. Для баранов-производителей созданы благоприятные условия. Специалистами ведутся работы по подбору и расстановке кадров, укомплектованию животноводческих точек чабанским инвентарем и по заготовке кормов» (Газета «Степные зори», № 54 от 25 июля 2012 года).
Поголовье овец кавказской породы в сельхозпредприятии в разные годы (в период с 1985 по 2012 будет указано позднее):
| Год  | Овец, всего (гол) | в том числе овцематка (гол) |
| ---- | ----------------- | --------------------------- |
| 1933 | 30408             | 11273                       |
| 1941 | 31723             | 15159                       |
| 1945 | 14427             | 6605                        |
| 1949 | 17282             | 8465                        |
| 1961 | 37392             | 16750                       |
| 1966 | 38715             | 16744                       |
| 1970 | 44842             | 19719                       |
| 1975 | 47500             | 22106                       |
| 1980 | 51368             | 27608                       |
| 2012 | 1500              | НД                          |

## Растениеводство
Земельная площадь, выделенная совхозу № 22 от совхоза № 12 «Большевик» в 1932 году — 40089 гектар, в том числе сенокосы — 25000 га.

## Люди, связанные с посёлком
- Беликов, Иван Иванович — заслуженный учитель Российской Федерации. На здании средней школы установлена мемориальная доска в его честь[16][17]
- Горчаков, Василий Павлович (1931), комбайнёр племзавода «60 лет СССР», кавалер ордена Трудового Красного Знамени
- Коробкина, Валентина Алексеевна (1951) — трактористка племзавода «60 лет СССР», кавалер ордена Трудового Красного Знамени[18]
- Криворотенко, Татьяна Андреевна (1941) — рабочая племзавода имени 60-летия СССР, кавалер ордена Трудовой Славы III степени[18]
- Марченко, Елена Адамовна (1926) — старший чабан госплемзавода имени 60-летия СССР, кавалер ордена «Знак Почёта»[18]
- Руденко, Василий Стефанович — Герой Социалистического Труда (1966), знаменитый овцевод
- Рыбалко, Фёдор Петрович — Герой Социалистического Труда (1976), знаменитый овцевод
- Чурилов, Иван Григорьевич (1931) — токарь племзавода имени 60 — летия СССР, кавалер ордена Трудового Красного Знамени[18]

## Памятники
- Мемориал «Вечной славы». Открыт в 1975 году.

## Галерея фотографий
- Мемориал "Вечной славы" п. Красочный (открыт в 1975 году)
- Одна из центральных площадей посёлка Красочный